# Camila Rodriguez
Camila Rodriguez (geboren in Los Angeles, Kalifornien) ist eine US-amerikanische Schauspielerin, die seit 2018 als Kinderdarsteller in Erscheinung tritt.

## Leben und Karriere
Rodriguez begann ihre Schauspielkarriere durch die Teilnahme an Fan-Conventions, wo sie schließlich ihre Agentin kennenlernte. 2018 gab sie ihr Schauspieldebüt als Hauptfigur Camila in der Fernsehserie Fringe Elements. Ihr erster großer Auftritt in der Rolle der Lupe war 2023, in der ABC-Serie Station 19. Zuvor hatte sie bereits mit Marvel zusammengearbeitet, unter anderem in einem Disney Channel-Marketingvideo für Spider-Man: No Way Home. 2023 war sie in der Weihnachtskomödie Andy’s 8 – Der Weihnachtsraub (The Naughty Nine) zu sehen.
Bekannt wurde sie in der Rolle der Angela Del Toro aus der Marvel-Serie Daredevil: Born Again. Angela Del Toro ist die Nichte von Hector Ayala, auch bekannt als White Tiger und wurde in Episode 4 der Serie eingeführt.

## Filmografie (Auswahl)
- 2018: Fringe Elements (Kurzfilm)[1]
- 2019: The Adventures of Fay & Stan (Kurzfilm)[1]
- 2023: Station 19 (Fernsehserie, 1 Folge)[3]
- 2023: How to Cry on Command (Kurzfilm)
- 2023: Andy’s 8 – Der Weihnachtsraub (The Naughty Nine)
- 2024: Extended Family (Fernsehserie, 1 Folge)
- 2024: Die neuen Zauberer vom Waverly Place (Fernsehserie, 1 Folge)
- 2025: Daredevil: Born Again (Fernsehserie, 4 Folgen)[5]